# 基立實業集團
基立實業集團有限公司，簡稱基立實業集團和基立實業（英語：Scilla Holdings Limited，除牌前股票編號為SEHK:0065），曾經是香港聯合交易所上市公司。

## 歷史

### 莊士發展
公司在1972年成立，當時名稱為「莊士發展有限公司」。

### 能達科技
在到了1983年，更名為「能達科技有限公司」上市，但在1986年，被股壇狙擊手劉鑾雄入股投資，再被莊氏家族購回股份。

### 基立實業集團
及後，能達科技被售予星島與怡勝太平洋為首的財團，更名「基立實業集團有限公司」。
1986年年底，基立實業集團向奔達集團購得香港島半山區梅道嘉富麗苑（英語：Clovelly Court）並展開拆卸重建。據稱，該屋苑由奔達集團向香港置地購得。
私有化
因為受1987股災影響，怡勝太平洋由1987年開始停牌，並出售基立實業集團控股權予香港私人公司威利寶發展（英語：Williamberg Development；《大公報》報導筆誤為「威利堡」）。據報導，威利寶由星島集團的擁有人胡仙擁有。1989年新世界發展又購得威利寶發展的全部股份，並於同年私有化基立實業集團。及後，新世界發展重建嘉富麗苑，成為同名屋苑。